# Mediatfürstentum Corvey
Das Mediatfürstentum Corvey war ab 1820 ein Mediatfürstentum und umfasste die Besitzungen des früheren Stifts Corvey.

## Entstehung
Ende 1813 wurde das Gebiet des Stifts Corvey preußisch besetzt und in der Folge der Provinz Westfalen zugeordnet. 
Das Mediatfürstentum Corvey entstand aus einer komplizierten Folge von Verträgen in Folge des Wiener Kongresses. Mit Vertrag vom 16. Oktober 1815 zwischen Preußen und dem Landgrafen von Hessen-Rotenburg trat der Landgraf eine Reihe von Besitzungen und den Titel eines Grafen von Rheinfels an Preußen ab. Als Entschädigung war vereinbart, dass der Landgraf eine Herrschaft mit jährlichen Einkünften von zwanzigtausend Talern als Allod, jedoch unter der Landesherrschaft von Preußen erhalten solle. Die konkrete Umsetzung wurde jahrelang verhandelt und schließlich mit Vertrag vom 10. Mai 1820 umgesetzt. 
Landgraf Viktor Amadeus von Hessen-Rotenburg erhielt damit das Mediatfürstentum Corvey als Allod. Die Verleihungsurkunden für den Fürstentitel datieren vom 9. Juni 1821. Am 24. Juni 1820 wurde Corvey durch den Höxterschen Landrat Philipp von Wolff gen. Metternich als Übergabekommissar an den Geheimrat Carl Wilhelm Goessel übergeben.

## Patrimonialgericht
Der Vertrag vom 10. Mai 1820 regelte in § 4, dass dem Landgrafen von Hessen-Rotenburg die Gerichtsbarkeit erster Instanz mit „allen den Rechten und Vorzügen verliehen werde, welche den berechtigtsten Güterbesitzern der Provinz Westfalen mit Ausnahme der mediatisierten Standesherrschaften zustehen“. Damit hatte es den Status eines Patrimonialgerichts und nicht den eines Standesherrlichen Gerichtes. Das Gericht war dem Oberlandesgericht Paderborn nachgeordnet. 
Das Landgräflich Hessen-Rothenburgsche Gericht des Mediat-Fürstentums Corvey sollte eigentlich die Gemeinden Godelheim mit Maigadessen, Blankenau, Bosseborn, Ovenhausen, Fürstenau, Bödexen, Brenkhausen, Stahle, Albaxen mit Tonenburg, Lüchtringen und die Domäne Corvey mit dem Vorwerk Nachtigall umfassen. Hinzu kam das mit den Freiherren von Metternich gemeinschaftliche Samtgericht in Amelunxen, Wehrden und Drenke und das mit den Herren von Kanne gemeinschaftliche Samtgericht in Ottbergen. Aus dem alten Fürstentum Corvey fehlten hierbei lediglich die Stadt Höxter, Bruchhausen (hier bestand ein Patrimonialgericht der Herren von Kanne) und Lütmarsen (hier bestand ein Patrimonialgericht der Herren von Mansberg).
Die Umsetzung dauerte erneut lange, da das Justizministerium und das Oberlandesgericht Einwände gegen das Patrimonialgericht in dieser Größe hatten. Am 1. Oktober 1823 übertrug der Kommissar des Oberlandesgerichts Paderborn Oberlandesgerichtsrat Marck die unstreitige Gerichtsbarkeit für einen deutlich geringeren Sprengel, nämlich für die Domänengüter Corvey mit Vorwerken, Fürstenau und Tonenburg. Hierzu gehörten etwa 800 bis 900 Gerichtseingesessene.
Richter am Patrimonialgericht wurde am 1. Oktober 1823 Friedrich Wilhelm Duddenhausen, vorher Assessor am Stadt- und Landgericht Höxter. Da das Gericht nur wenige Sachverhalte bearbeiten musste, war er gleichzeitig für die Corveyer Verwaltung tätig und später auch Generalbevollmächtigter des Landgrafen.
Nach der Märzrevolution wurde die Patrimonialgerichtsbarkeit abgeschafft. Nachfolger als Gericht war das Kreisgericht Höxter.

## Weitere Geschichte
Mit Testament von 1825 vererbte der Landgraf die außerhessischen Gebiete als Familienfideikommiss an seinen Neffen, den Erbprinzen Viktor zu Hohenlohe-Schillingsfürst. Der Landgraf starb 1834 und Erbprinz Viktor nahm mit seiner Volljährigkeit 1840 unter Verzicht seiner Schillingsfürster Erbansprüche den Titel Herzog von Ratibor und Fürst von Corvey an. Die offizielle Übergabe durch das Fideikommisskuratorium erfolgte am 24. April 1841 in Langenburg. Sein Sohn Victor II. Amadeus von Ratibor wurde zweiter und letzter Herzog von Ratibor und Fürst von Corvey. Nach der Novemberrevolution wurden 1918 die Vorrechte des Adels aufgehoben und das Mediatfürstentum Corvey endete.